# Rue Lahire
La rue Lahire est une voie du 13e arrondissement de Paris, en France.

## Situation et accès
Elle débute place Jeanne-d'Arc et se termine place Nationale.

## Origine du nom
Elle porte le nom d'Étienne de Vignolles, dit Lahire (1390-1443), homme de guerre français et compagnon de Jeanne d'Arc.

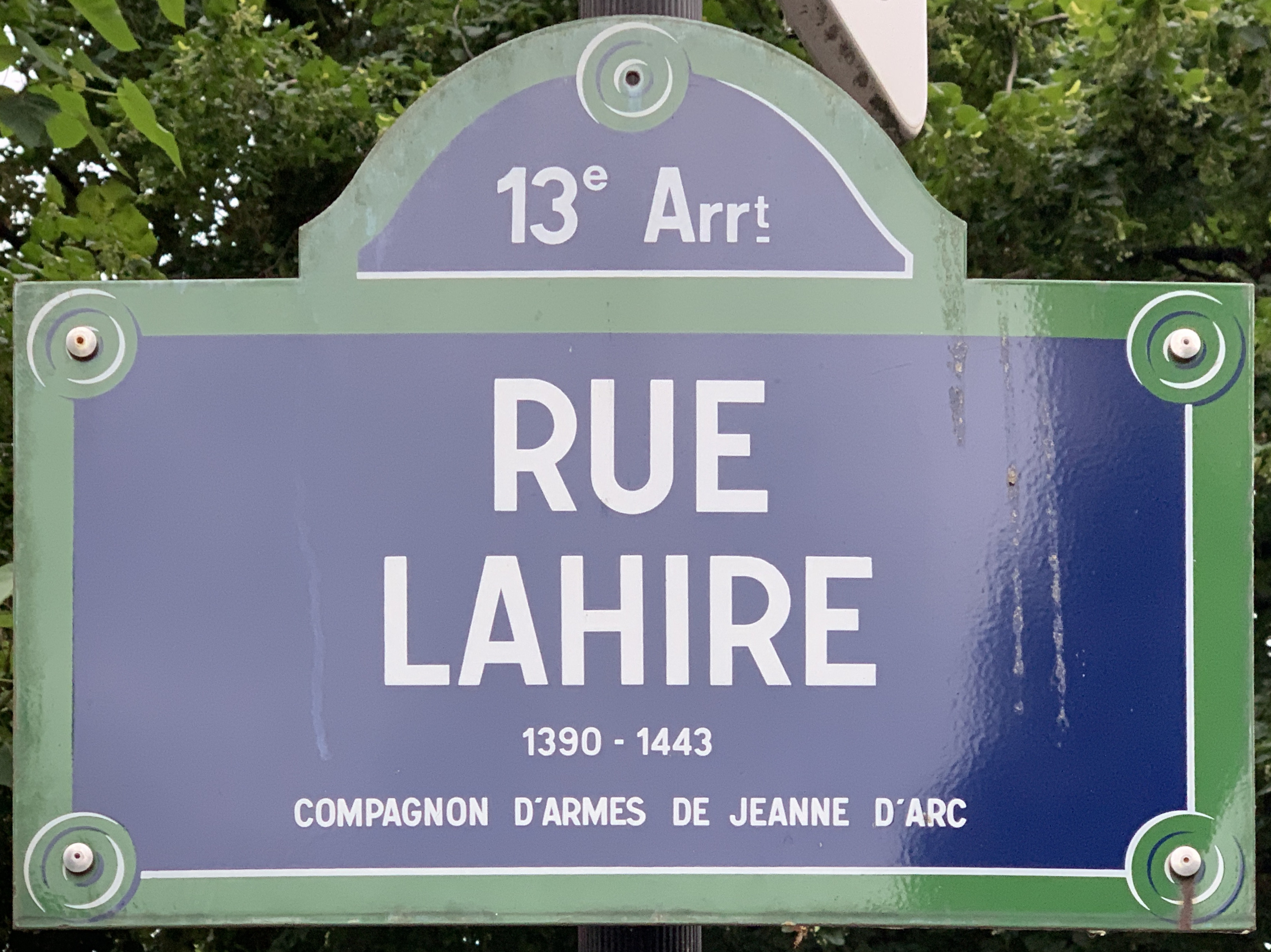
Plaque de rue de la rue Lahire.
Armes de Lahire.

## Historique
Cette voie est créée en 1854 sur le territoire de la commune d'Ivry-sur-Seine sous le nom de « rue de l'Église » puisqu'elle aboutit à l'église Notre-Dame-de-la-Gare alors en construction ; elle prend le nom de « rue Lahire » en 1864 après son rattachement à Paris.
Côté pair, les immeubles des no 8 à 14 datent de cette époque. Le reste de la rue est bordé par des constructions de la seconde moitié du XXe siècle ; dans l'alignement rive pair, selon un urbanisme de grands ensembles en face.

## Bâtiments remarquables et lieux de mémoire

Street art dans la rue Lahire.